# Annie Goetzinger
Annie Goetzinger (Parijs, 18 augustus 1951 - 20 december 2017) was een Franse stripauteur. 

## Carrière
Annie Goetzinger werd geboren in het 20ste Arrondissement van Parijs, in een arbeidersbuurt met verschillende nationaliteiten. Ze volgde een opleiding aan de Ecole supérieur des Arts appliqués, waar striptekenaar Georges Pichard een van haar leraren was. Ze begon in de mode maar dat milieu beviel haar niet en ze koos ervoor tekenaar te worden. Eerst illustreerde ze kinderboeken. Ze werkte in een reclamebureau en haar eerste strips worden gepubliceerd in meisjesblad Filles. Na een ontmoeting met René Goscinny krijgt ze de mogelijkheid te publiceren in stripblad Pilote. In 1975 verschijnt haar strip Casque d'or in stripblad Circus. Op scenario van Victor Mora tekende ze daar de strip Felina. Die strip verscheen later ook in Pilote en Charlie Mensuel en werd later in album uitgegeven bij Dargaud. Een volgend album was Aurore devient Georges Sand. Daarna startte een samenwerking met Pierre Christin voor een aantal getekende biografieën, La demoiselle de la Légion d'honneur, La diva et le kriegspiel, Charlotte et Nancy, La voyageuse de la petite ceinture, De dames van de horizon en De blanke sultane. Ook op scenario van Pierre Christin tekende Goetzinger de detectivestrip Agence Hardy.
De tekeningen van Annie Goetzinger zijn elegant, met bijzondere aandacht voor mode en vervoermiddelen. De hoofdrollen in haar strips zijn steevast weggelegd voor sterke vrouwen.
- Bibsys: 90369106
- Biblioteca Nacional de España: XX900544
- Bibliothèque nationale de France: cb119052776 (data)
- Catàleg d'autoritats de noms i títols de Catalunya: 981058510033506706
- Gemeinsame Normdatei: 124157912
- International Standard Name Identifier: 0000 0000 8100 5700
- Library of Congress Control Number: n90619075
- Nationale Bibliotheek van Letland: 000057756
- Nederlandse Thesaurus van Auteursnamen: 074199749
- RKD-Nederlands Instituut voor Kunstgeschiedenis: 347213
- Système universitaire de documentation: 026895617
- Virtual International Authority File: 22142527
- WorldCat: E39PBJpjckxGf6rrBwVYgqxdQq